# Can Mir del Raval Baix
Can Mir del Raval Baix és una casa de Sant Vicenç de Montalt (Maresme) inclosa a l'Inventari del Patrimoni Arquitectònic de Catalunya.

## Descripció
Edifici aïllat, amb planta baixa, dues plantes i terrat a la coberta. Aparentment simple -la façana és molt senzilla-, aprofitant el màxim l'espai i interior ben distribuït.